# Zábolottsi (Leópolis)
Zábolottsi (ucraniano: За́болотці) es un municipio rural y pueblo de Ucrania,  perteneciente al raión de Zólochiv en la óblast de Leópolis.
En 2021, el municipio tenía una población de 6242 habitantes, de los cuales unos novecientos vivían en la capital municipal homónima y el resto repartidos en 18 pedanías. El municipio se fundó en 2015 mediante la fusión de los hasta entonces consejos rurales de Zábolottsi y Rázhniv, a los que posteriormente se añadieron los de Yaseniv y Pidhirtsi. Además de estos cuatro pueblos, pertenecen al actual municipio otros quince: Velyki Perelisky, Výsotsko, Luhové, Mali Perelisky, Velyn, Vovkovátytsia, Mamchurí, Rudá-Bridska, Dubye, Dubyna, Lúchkivtsi, Novýchyna, Terebezhi, Trishchuký y Zahirtsi.
Se conoce la existencia del pueblo en documentos desde 1494 y en su origen dependía del castillo de Olesko. El asentamiento medieval original fue destruido por los tártaros de Crimea en 1648, durante la rebelión de Jmelnitski; en el lugar que ocupaba la antigua iglesia, en 1746 se construyó una notable iglesia de madera, considerada el símbolo más representativo del municipio. La RSS de Ucrania le dio estatus de capital distrital entre 1940 y 1959. Antes de la fundación del actual municipio en 2015, Zábolottsi era sede de un consejo rural en el raión de Brody, que únicamente incluía como pedanías a Velyki Perelisky, Výsotsko, Luhové y Mali Perelisky.
Se ubica unos 10 km al suroeste de Brody.